# Zaharivți, Hmelnîțkîi
Zaharivți (în ucraineană Захарівці) este localitatea de reședință a comunei Zaharivți din raionul Hmelnîțkîi, regiunea Hmelnîțkîi, Ucraina.

## Demografie
Componența lingvistică a localității Zaharivți
     Ucraineană (97,84%)
     Rusă (2,16%)
Conform recensământului din 2001, majoritatea populației localității Zaharivți era vorbitoare de ucraineană (97,84%), existând în minoritate și vorbitori de rusă (2,16%).